# Fulcaire
Fulcaire ou Fulchaire (ou Fulcaricus, Fulcharicus, Fulgaricus, Fulcricus et Folcricus) Tungrensis est évêque de Liège de 738 à 768 ou 769.

## Biographie
Aristocrate austrasien, probable comte mentionné à Zülpich en 726, il succède à l'évêque Floribert sur le siège de saint Lambert avec l'appui des premiers Carolingiens.
Son nom n'a pas été entretenu par l'historiographie alors qu'il figure dans plusieurs documents contemporains.
Fidèle parmi les fidèles des Carolingiens lorsque ceux-ci préparent leur coup d'état, il semble être très actif dans la réforme ecclésiastique franque entamée par Boniface avec l'aide de Carloman et de Pépin le Bref. Sa souscription se trouve sous plusieurs sources émanent du corpus bonifacien.
Il y a cinq documents qui nous renseignent avec certitude sur la biographie de l'évêque Fulcaire : les annales de Lobbes qui évoquent l'avènement de Fulcaire à l'année 737-738 et son décès en 769 ; la lettre du pape Zacharie datée du 1er mai 748 (corpus bonifacien) ; un privilège qu'il souscrit en faveur de Gorze au concile de Compiègne en mai 757 (corpus bonifacien), sa souscription au concile d'Attigny de 762 (corpus bonifacien) et, finalement, sa souscription dans la charte de fondation de Prüm du 13 août de la même année.